# Karhujärvi (sjö i Finland, Lappland, lat 66,50, long 28,38)
Karhujärvi är en sjö i Finland. Den ligger i kommunen Salla i landskapet Lappland, i den norra delen av landet, 700 km norr om huvudstaden Helsingfors. Karhujärvi ligger 262,9 meter över havet. Den är 21 meter djup. Arean är 8,96 kvadratkilometer och strandlinjen är 42,87 kilometer lång. Sjön  ingår i Kemi älvs huvudavrinningsområde.   
I övrigt finns följande i Karhujärvi:
- Kotasaari (en ö)
- Joulukari (en ö)
- Peurasaari (ö i Finland, Lappland, Östra Lappland, lat 66,49, long 28,37)
- Mesisaari (ö i Lappland)
- Palosaari (ö i Finland, Lappland, Östra Lappland, lat 66,49, long 28,42)
- Ruumissaari (ö i Lappland, Östra Lappland, lat 66,49, long 28,44)
- Vatisaari (ö i Lappland)
- Aittasaari (ö i Lappland, Östra Lappland, lat 66,49, long 28,47)

I övrigt finns följande vid Karhujärvi:
- Majavalampi (en sjö)